# Уральский банк реконструкции и развития
Публичное акционерное общество «Уральский банк реконструкции и развития» (сокр. ПАО КБ "УБРиР") — российский банк из Свердловской области, головной офис расположен в Екатеринбурге. Входит в число 25 крупнейших российских банков по данным «Интерфакс-ЦЭА» за 1 квартал 2025 года).
С 2015 года Банк России включает УБРиР в число значимых кредитных организаций на рынке платежных услуг. По итогам 2020 года банк вошел в сотню  надёжных кредитных учреждений России по версии журнала Forbes. Крупнейший банк Урала по активам и собственному капиталу. Банк входит в топ-5 кредитных организаций по уровню цифровизации банковских услуг (по результатам исследования Banki.ru в июле 2021 года).
24 февраля 2023 года, из-за вторжения России на Украину, OFAC внес банк в санкционный список SDN США, Великобритании, Украины, Австралии и Канады. При этом санкции точечные, SWIFT-код банка не аннулирован.

## История
- В октябре 2015 года УБРиР выбран инвестором для финансового оздоровления «ВУЗ-банка»[17], и присоединит его к 01.10.2025.
- В 2020 году банк подключился к Системе быстрых платежей (СБП)[18].
- В 2021 году журнал Форбс включил УБРиР в сотню самых надежных кредитных учреждений России[9].
- С 15 сентября 2023 года совет директоров банка утвердил Алексея Долгова на должность президента банка[19].

## Деятельность
На 1 января 2024 года собственный капитал банка составил 24,9 млрд рублей, активы банка - 360 млрд рублей (28 место среди российских банков), физическими лицами размещено депозитов на 145 млрд рублей (17 место), выдано кредитов физическим лицам на 75 млрд рублей (28 место). Занимает 22 место среди банков по размеру филиальной сети (открыто 106 офисов в городах России).

## Рейтинги и ренкинги банка
Рейтинговое агентство АКРА в 2022 году присвоило банку рейтинговую оценку B(RU) со стабильным прогнозом. Рейтинг ежегодно подтверждается (2023-2025).
26 января 2022 года международное рейтинговое Standard & Poor’s подтвердило «стабильный» прогноз по рейтингу УБРиР и присвоило банку долгосрочный и краткосрочный кредитные рейтинги на уровне «B/B». В апреле 2022 года агентство отозвало рейтинги 11 российских банков, в том числе и УБРиР в связи с уходом с российского рынка.
В апреле 2025 года Банк России составил первый ренкинг банков, лидирующих по удельному числу обоснованных жалоб заёмщиков. Ранжирование проводилось в трёх группах банков - с клиентской базой более 5 млн.кредитов, системно значимые банки и банки, не относящиеся к системно значимым. В группе не системно значимых банков УБРиР занял в этом ренкинге первое место с примерно 12 обоснованными жалобами на 100 тыс кредитных договоров.

## География деятельности
В 2023 году офисы банка были представлены в 41 регионе России. Головной офис банка находится в Екатеринбурге.